# نحو كلي

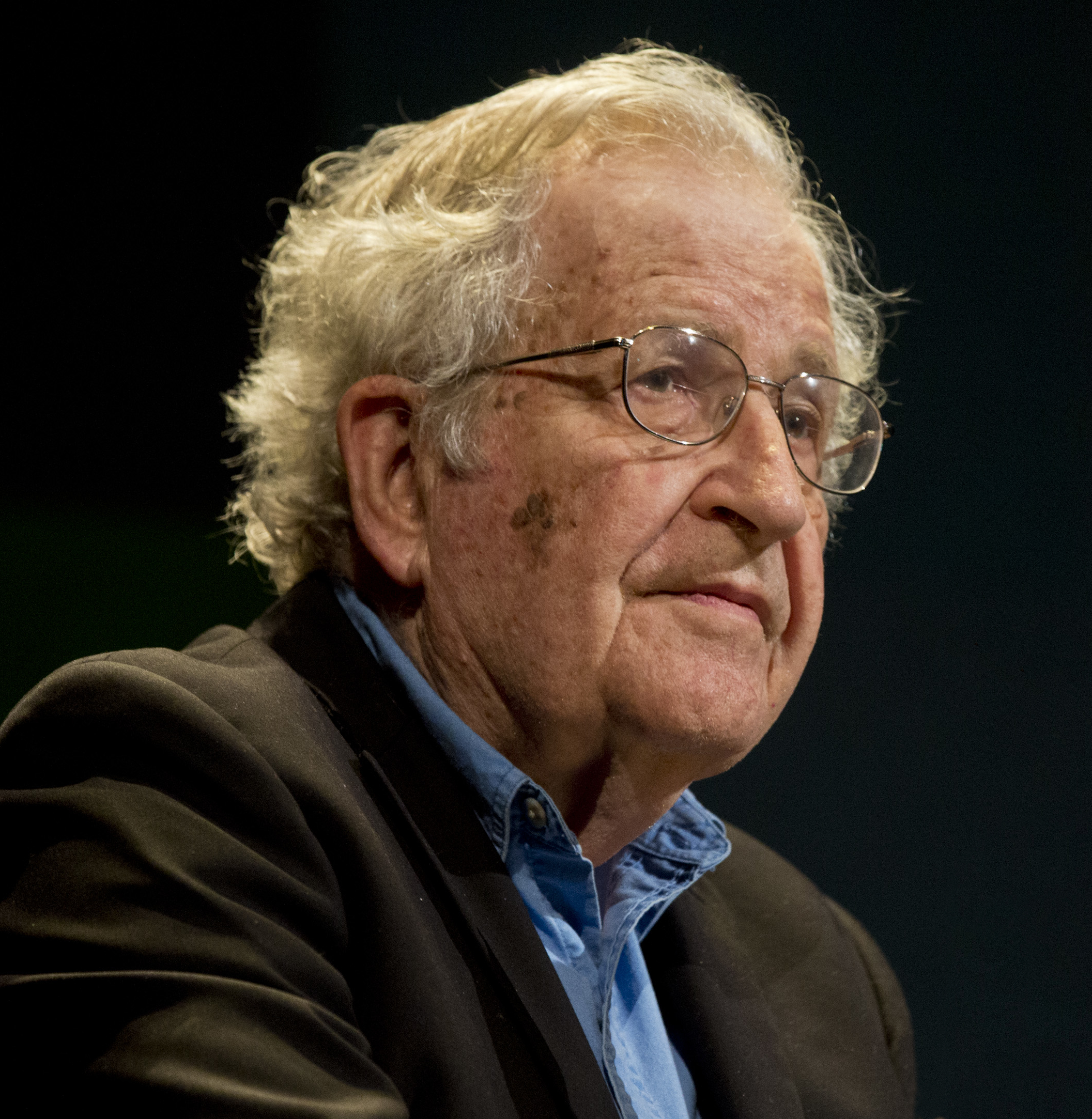

القَوَاعِدُ اللُّغَوِيَّةُ الشَّامِلَةُ أو النَّحْوُ الشَامِلُ في علم اللغة الحديث هي نظرية في العنصر الوراثي للملكة اللغوية، وتنسب عادة إلى نعوم تشومسكي. تقترح بأن قدرتنا على تعلم قواعد اللغة هي موجودة في الدماغ مسبقا. هذه النظرية تقول بأن القدرة اللغوية تظهر بنفسها بدون أن يتم تعليمها، وأن هناك خصائص تشترك فيها جميع اللغات البشرية. ولتحديد ماهي القدرات الفطرية أو الخصائص التي تشترك فيها جميع اللغات فالمسألة لاتحتاج سوى الملاحظة والاختبار.